# Mariliana rupicola
Mariliana rupicola là một loài bọ cánh cứng trong họ Cerambycidae.